# 고몽설
고몽설(高夢說, ?~?)은 조선의 무신이다.

## 생애
조선 충청도 음성에서 태어난 그는 1671년에 무과에 급제해 선전관(宣傳官)과 훈련원판관(訓鍊院判官)을 지냈다. 주장했던 북벌 정책이 이루어지지 않자 관직을 버리고 고향에서 생을 보냈다.